# Le Pensionnat de Sarlat
Vous pouvez aider à l'améliorer ou bien discuter des problèmes sur sa page de discussion.
- Il n'est pas vérifiable et peut contenir des informations totalement erronées. Il est fortement conseillé aux contributeurs d'étayer son contenu par des sources fiables. Sans cela, sa suppression pourrait être envisagée. (si vous venez d'apposer le bandeau, veuillez cliquer sur ce lien pour créer la discussion et en afficher les indications). (Marqué depuis janvier 2025)
- Il peut contenir un travail inédit ou des déclarations non vérifiées. Vous pouvez l’améliorer en ajoutant des références. (Marqué depuis janvier 2025)

- Archive Wikiwix
- Bing
- Cairn
- DuckDuckGo
- E. Universalis
- Gallica
- Google
- G. Books
- G. News
- G. Scholar
- Persée
- Qwant
- (zh) Baidu
- (ru) Yandex
- (wd) trouver des œuvres sur Wikidata

Vous pouvez aider à l'améliorer ou bien discuter des problèmes sur sa page de discussion.
- Son admissibilité est à vérifier. Motif : Absence de références. Travail inédit. Saison ne se démarquant pas particulièrement. BPV. Données chiffrées sans références.. Vous êtes invité à le compléter pour expliciter son admissibilité, en y apportant des sources secondaires de qualité. (Marqué depuis février 2025)
- Il ne cite pas suffisamment ses sources. Vous pouvez indiquer les passages à sourcer avec {{référence nécessaire}} ou {{Référence souhaitée}}, et inclure les références utiles en les liant aux notes de bas de page. (Marqué depuis avril 2022)
- Son texte doit être wikifié : il ne correspond pas à la mise en forme Wikipédia (style, typographie, liens internes, liens entre les wikis, etc.). (Marqué depuis janvier 2025)

- Archive Wikiwix
- Bing
- Cairn
- DuckDuckGo
- E. Universalis
- Gallica
- Google
- G. Books
- G. News
- G. Scholar
- Persée
- Qwant
- (zh) Baidu
- (ru) Yandex
- (wd) trouver des œuvres sur Wikidata

Pour les articles homonymes, voir Le Pensionnat (homonymie).
Le Pensionnat de Sarlat est une émission de télé-réalité française de 6 épisodes diffusée sur M6 du 1er septembre au 13 octobre 2005, et en Belgique sur Plug TV.  
Le tournage a eu lieu du 4 juillet au 31 juillet 2005 au collège Saint-Joseph dans la commune de Sarlat-la-Canéda, en Dordogne.

## Concept
Le concept est très similaire à la première édition, Le Pensionnat de Chavagnes diffusée l'année précédente. 
Vingt-quatre adolescents des années 2000 vont remonter le temps jusque dans les années 1960 (au lieu des années 1950 pour la première saison).
Pendant quatre semaines, ils vont vivre entre les murs d'un pensionnat très strict et étudier le programme scolaire de 1965 pour tenter de décrocher le BEPC. De plus, un concept nouveau est introduit car plusieurs sorties sont prévues : un camp de deux jours à la campagne et une sortie à la piscine.
Autres nouveautés :  
- Des délégués de classe sont élus : Françoise et Émilien .
- Quatre correspondants anglais (deux garçons et deux filles) viennent passer neuf jours au pensionnat.
- La « Salle Ste Hélène » : une grande salle avec juste un lit, un bureau et une salle de bains où un élève peut être enfermé à titre punitif .
- Une excursion sous forme de « classe verte » de deux jours est prévue au programme ainsi qu’une sortie à la piscine.
- Un nouveau diplôme: après avoir passé le certificat d'études dans la première saison, les adolescents de celle-ci doivent passer le BEPC.
- Monsieur Navaron, surveillant général lors de la première saison à Chavagnes, est désormais directeur d'établissement.
- Monsieur Brun passe de professeur de mathématiques à professeur de sciences et mécanique en comparaison avec la première saison.

## Casting
| Prénom et nom du candidat | Âge    | Origine                            | Période d'apparition à la télévision  | Statut |
| ------------------------- | ------ | ---------------------------------- | ------------------------------------- | --- |
| Maëva                     | 14 ans | France                             | 1er septembre 2005 – 13 octobre 2005  | Major de promotion (Tous sexes confondus) |
| Grégoire                  | 14 ans | France                             | 1er septembre 2005 – 13 octobre 2005  | Meilleur élève de sexe masculin |
| Charlotte Delplancke      | 15 ans | France                             | 1er septembre 2005 – 13 octobre 2005  | Second meilleur élève de sexe féminin |
| Kevin Saint Gauden        | 15 ans | France                             | 1er septembre 2005 – 13 octobre 2005  | Second meilleur élève de sexe masculin |
| Françoise Schoenacker     | 16 ans | Zittersheim (Bas-Rhin)             | 1er septembre 2005 – 13 octobre 2005  | Troisième meilleure élève de sexe féminin et Meilleure camarade |
| Robin                     | 16 ans | France                             | 1er septembre 2005 – 13 octobre 2005  | Troisième meilleur élève de sexe masculin |
| Julia                     | 15 ans | France                             | 1er septembre 2005 – 13 octobre 2005  | Quatrième meilleure élève de sexe féminin |
| Émilien Coquard           | 14 ans | Clarensac (Gard)                   | 1er septembre 2005 – 13 octobre 2005  | Quatrième meilleur élève de sexe masculin |
| Alexandra Trotobas        | 15 ans | France                             | 1er septembre 2005 – 13 octobre 2005  | Cinquième meilleure élève de sexe féminin |
| Pablo Hassani             | 15 ans | France                             | 1er septembre 2005 – 13 octobre 2005  | Cinquième meilleur élève de sexe masculin |
| Géraldine Bintein         | 15 ans | Paris France                       | 1er septembre 2005 – 13 octobre 2005  | Sixième meilleure élève de sexe féminin |
| Simon Fisseau             | 16 ans | France                             | 1er septembre 2005 – 13 octobre 2005  | Sixième meilleur élève de sexe masculin |
| Priscilla                 | 15 ans | France                             | 1er septembre 2005 – 13 octobre 2005  | Septième meilleure élève de sexe féminin |
| Rémy                      | 14 ans | France                             | 1er septembre 2005 – 13 octobre 2005  | Septième meilleur élève de sexe masculin |
| Hawa Thiam                | 16 ans | Paris                              | 1er septembre 2005 – 13 octobre 2005  | Huitième meilleure élève de sexe féminin (Admise à l'oral) |
| Gaëtan Delvallé           | 15 ans | Fontenay-Trésigny (Seine-et-Marne) | 1er septembre 2005 – 13 octobre 2005  | Huitième meilleur élève de sexe masculin avec Vincent (Admis à l'oral) |
| Vincent Schneider         | 15 ans | Normandie                          | 1er septembre 2005 – 13 octobre 2005  | Huitième meilleur élève de sexe masculin avec Gaétan (Admis à l'oral) |
| Carolina Do Prado         | 16 ans | France                             | 1er septembre 2005 – 13 octobre 2005  | Neuvième meilleure élève de sexe féminin avec Purdey (Recalées à l'oral) |
| Purdey Kreiden            | 15 ans | Aubagne (Bouches-du-Rhône)         | 1er septembre 2005 – 13 octobre 2005  | Neuvième meilleure élève de sexe féminin avec Carolina (Recalées à l'oral), elle pouvait l'avoir sauf qu'a cause de son comportement les profs ,lors du conseil final , ont refusé de lui accorder le BEPC |
| Lucas                     | 16 ans | France                             | 1er septembre 2005 – 13 octobre 2005  | Neuvième meilleur élève de sexe masculin avec Adrien (Recalés à l'oral). |
| Adrien                    | 15 ans | Avignon (Vaucluse)                 | 1er septembre 2005 – 13 octobre 2005  | Neuvième meilleur élève de sexe masculin avec Lucas (Recalés à l'oral) |
| Morgan Jassem             | 15 ans | Marseille (Bouches-du-Rhône)       | 1er septembre 2005 – 13 octobre 2005  | Dixième meilleure élève de sexe féminin avec Roxane (Recalées à l'écrit) |
| Roxane Cale               | 15 ans | France                             | 1er septembre 2005 – 13 octobre 2005  | Dixième meilleure élève de sexe féminin avec Morgan (Recalées à l'écrit) |
| Fabien De Marchi          | 15 ans | Marseille (Bouches-du-Rhône)       | 1er septembre 2005 – 13 octobre 2005  | Dernier élève de sexe masculin (Recalé à l'écrit) |
| Jennifer                  | 17 ans | Angleterre                         | 15 septembre 2005 - 22 septembre 2005 | Jennifer est une correspondante anglaise ; elle reste 9 jours au pensionnat. |
| Nick                      | 17 ans | Angleterre                         | 15 septembre 2005 - 22 septembre 2005 | Nick est un correspondant anglais ; il reste 9 jours au pensionnat. |
| Alex Twist                | 17 ans | Angleterre                         | 15 septembre 2005 - 22 septembre 2005 | Alex est un correspondant anglais ; il reste 9 jours au pensionnat. |
| Antonia Harrison          | 17 ans | Angleterre                         | 15 septembre 2005 - 22 septembre 2005 | Antonia est une correspondante anglaise ; elle reste 9 jours au pensionnat. |

## Encadrement
| Nom du professeur | Vrai nom          | Origine | Période d'apparition à la télévision | Statut                                                   |
| ----------------- | ----------------- | ------- | ------------------------------------ | -------------------------------------------------------- |
| M. Navaron        | Bernard Navaron   | France  | 1er septembre 2005 – 13 octobre 2005 | Directeur du Pensionnat de Sarlat                        |
| M. Fagniot        | Jacques Fagniot   | France  | 1er septembre 2005 – 13 octobre 2005 | Surveillant général du Pensionnat et professeur de latin |
| Mlle Bihorel      | Virginie Bihorel  | France  | 1er septembre 2005 – 13 octobre 2005 | Surveillante des demoiselles du Pensionnat               |
| Mlle André        | Carine André      | France  | 1er septembre 2005 – 13 octobre 2005 | Professeur de musique du Pensionnat                      |
| M. Bale           | Xavier Bale       | France  | 1er septembre 2005 – 13 octobre 2005 | Professeur d'éducation physique du Pensionnat            |
| M. Bourbon        | Vincent Bourbon   | France  | 1er septembre 2005 – 13 octobre 2005 | Professeur d'histoire et de géographie du Pensionnat     |
| M. Brun           | Pierre Brun       | France  | 1er septembre 2005 – 13 octobre 2005 | Professeur de sciences et mécanique du Pensionnat        |
| M. Corlay         | Grégory Questel   | France  | 1er septembre 2005 – 13 octobre 2005 | Professeur de mathématiques du Pensionnat                |
| Mme Dubourguet    | Nadine Dubourguet | France  | 1er septembre 2005 – 13 octobre 2005 | Professeur de français du Pensionnat                     |
| Mme Varel         | Jacqueline Varel  | France  | 1er septembre 2005 – 13 octobre 2005 | Professeur d'anglais du Pensionnat                       |

## Audimat
| Épisode | Jour et horaire de diffusion           | Téléspectateurs | Parts de marché sur les 4 ans et plus | Classement des audiences de la soirée |
| ------- | -------------------------------------- | --------------- | ------------------------------------- | ------------------------------------- |
| 1       | Jeudi 1er septembre 2005 20:50 - 22:30 | 4 530 000       | 18,9%                                 | 1er                                   |
| 2       | Jeudi 8 septembre 2005 20:50 - 22:30   | 3 412 480       | 14,4 %                                | 4e                                    |
| 3       | Jeudi 15 septembre 2005 20:50 - 22:30  | 3 467 520       | 14,5 %                                |                                       |
| 4       | Jeudi 22 septembre 2005 20:50 - 22:30  | 3 027 200       | 12,4 %                                |                                       |
| 5       | Jeudi 6 octobre 2005 20:50 - 22:30     | 2 752 000       | 11,5 %                                |                                       |
| 6       | Jeudi 13 octobre 2005 21:00 - 22:25    | 3 302 400       | 13,6 %                                | 4e                                    |

Légende :
En fond vert = Les plus hauts chiffres d'audiences
En fond rouge = Les plus bas chiffres d'audiences